# Kayla McKenna
Kayla Jay McKenna, nata McCoy (Skokie, 3 settembre 1996), è una calciatrice giamaicana, nata negli Stati Uniti d'America, attaccante del Madrid CFF e della nazionale giamaicana.

## Carriera

### Club
Nel maggio 2021 McCoy decide di valutare il suo trasferimento in Europa, sottoponendosi a un provino con le Rangers, concretizzando il suo arrivo club scozzese tre mesi più tardi.

### Nazionale
Nel 2019 ha disputato le prime gare ufficiali con la nazionale giamaicana, convocata dal Commissario tecnico Hue Menzies per la doppia amichevole con il Cile del 1º e 4 marzo, vinte entrambe rispettivamente per 3-2 e 1-0. In seguito Menzies continua a concederle fiducia, inserendola nella lista delle 23 calciatrici per il Mondiale di Francia 2019 comunicata il 23 maggio 2019, costretto tuttavia a sostituirla, essendo indisponibile a causa di infortunio, con Mireya Grey il successivo 6 giugno.

## Palmarès

### Club
- NWSL Challenge Cup: 1

Houston Dash: 2020
- Campionato scozzese: 1

Rangers: 2021-2022